# Młodzież Vlajki
Młodzież Vlajki (cz. Mládež Vlajky) – frakcja młodzieżowa faszystowskiego Czeskiego Obozu Narodowo-Społecznego „Vlajka” w Protektoracie Czech i Moraw
Powstała w 1939 r. Była podporządkowana kolaboracyjnej faszystowskiej organizacji Czeski Obóz Narodowo-Społeczny „Vlajka”. Na jej czele stanął František Teuner, który zamierzał przekształcić ją w masowy ruch młodzieżowy na wzór Hitlerjugend. Pod jego przewodnictwem Młodzież Vlajki silnie się rozrosła. Miała struktury w całym Protektoracie Czech i Moraw (najsilniejsze były w Pradze, Brnie, Pilźnie i Morawskiej Ostrawie). Głosiła hasła czeskiego patriotyzmu w połączeniu z ideami nazizmu. W lutym 1941 r. przewodniczącym został Jiří Novotný. Od 1942 r. liczebność organizacji zaczęła szybko spadać. Straciła ona na znaczeniu, choć funkcjonowała do końca okupacji.